# Marigny-l'Église
Marigny-l'Église é uma comuna francesa na região administrativa de Borgonha-Franco-Condado, no departamento Nièvre. Estende-se por uma área de 38,56 km². Em 2010 a comuna tinha 304 habitantes (densidade: 7,9 hab./km²).